# تلمبه صالحی
تلمبه صالحی یک منطقهٔ مسکونی در ایران است که در دهستان کشکوئیه واقع شده‌است.